# Крачалі
Крачалі (словен. Kračali) — поселення в общині Содражиця, регіон Південно-Східна Словенія, Словенія.